# BMW na dirkah ameriške Le Mans serije (AMLS)
Ameriška Le Mans serija, angl. American Le Mans Series (AMLS), so dirke v ZDA in Kanadi, kjer so sestavljene iz niza vzdržljivostnih dirk in tekmovanja v sprintu. Dirke prirejajo od l.1999 v več razredih. Leta 2014 se bo tekmovanje združilo s tekmovanjem Rolex Sports Car Series.
- Sezona 1999:

BMW je nastopal z dirkalnikom BMW V12 LMR v razredu LMP in v prvenstvu štirikrat zmagal. Z dirkalnikom BMW M3 pa so dvakrat zmagali v razredu GT in na koncu prvenstva zmagali skupno v razredu GT.
- Sezona 2000:

V prvenstvu so dvakrat zmagali z dirkalnikom BMW V12 LMR na dirkališčih Charlotte, ZDA in Silverstone, Anglija in enkrat z dirkalnikom BMW M3 v razredu GT na dirkališču Laguna Seca, ZDA.
- Sezona 2001:

Z dirkalnikom BMW M3 GTR so sedemkrat zmagali v prvenstvu in na koncu sezone slavili skupno zmago v razredu GT.
- Sezona 2009:

Z dirkalnikom BMW M3 GT2, ki ga je poganjal 4.0 litrski osemvaljnik ,so zmagali v razredu GT2 na dirkališču Road America, ZDA.
- Sezona 2010:

Tudi to sezono so zmagali z dirkalnikom BMW M3 GT2 na dirkališču Road America, ZDA v razredu GT in na koncu sezone zmagali skupno v razredu GT.
- Sezona 2011:

Zmagali so trikrat v sezoni z dirkalnikom BMW M3 GT2 v razredu GT in na koncu sezone zmagali skupno v razredu GT.
- Sezona 2012:

Z dirkalnikom BMW M3 GT2 so zmagali dvakrat v razredu GT na dirkališčih Sebring, ZDA in Road America, ZDA.
- Sezona 2013:

Dirkali so z novim dirkalnikom BMW Z4 GTE, ki je imel 4.4 litrski osemvaljnik, in zmagali dvakrat v svojem razredu GT na dirkališčih Long Beach, ZDA in Lime Rock, ZDA.